# Filippo Parlatore
Filippo Parlatore (né le 8 août 1816 à Palerme et mort le 9 septembre 1877 à Florence) est un médecin et un botaniste italien du XIXe siècle.

## Biographie
Filippo Parlatore étudie la médecine à l'université de Palerme, mais il ne pratique que fort peu de temps, notamment durant l'épidémie de choléra de 1837.
Il signe la première étude floristique de la Sicile en 1838 : Flora panormitana. Il voyage beaucoup : en Suisse où il travaille avec Candolle, en France et en Grande-Bretagne.
Parlatore fonde un herbier à Florence (dans le but de favoriser la recherche botanique de son pays) et obtient le poste de professeur de botanique au Muséum d'histoire naturelle de la ville. Son herbier personnel, aujourd'hui conservé à Florence, était riche de 2 500 espèces. L'herbier de Florence avait pour but de favoriser les études botaniques en Italie.
En 1844, il fonde le Giornale botanico Italiano.
En 1846, il herborise dans les Alpes et, en 1851, en Europe du Nord, notamment en Laponie et en Finlande. Il est directeur du jardin des simples de Florence.
Son œuvre la plus importante est sa Flora Italiana qui paraît en cinq volumes entre 1848 et 1874. Il participe au Prodromus de Alphonse Pyrame de Candolle en traitant les conifères et les Gnetacées.

## Liste partielle des publications
- 1848-1874 : Flora Italiana (vingt volumes).
- 1845 : Flora Palermitana ossia Descrizione delle Piante che Crescono Spontanee nella Valle di Palermo....
- 1844 : Monografia delle Fumariee.
- 1854 : Nuovi Generi e Nuove Specie di Piante Monocotiledoni